# Рубин (предузеће)
Рубин је српско предузеће за производњу алкохолних пића са седиштем у Крушевцу.

## Историја
Рубин је основан 1955. године. Смештен у винском региону Западне Мораве, производи углавном грожђе, вино и алкохолна пића. Његов најпознатији производ је Рубинов вињак, врста брендија. Рубин је 2005. године за 30 милиона евра купио Инвеј, српско предузеће у власништву контроверзног предузетника Предрага Ранковића.

## Тржишни подаци
Од 21. фебруара 2018. Рубин има тржишну капитализацију од 32,79 милиона евра.